# Вуокатти
Ву́окатти (фин. Vuokatti) — туристический и спортивный центр на востоке Финляндии, расположенный в муниципалитете Соткамо провинции Кайнуу. Вуокатти широко известен как курорт международного уровня и центр зимних и летних видов спорта. Благодаря хорошо развитой инфраструктуре, курорт пользуется особенной популярностью у семейных туристов с детьми и профессиональных спортсменов. В 2012 году в Вуокатти начал работу первый в Европе закрытый парк развлечений Angry Birds Activity Park общей площадью 8700 м². В Вуокатти расположен технологический парк Сноуполис (Snowpolis), который специализируется на проектах в области здоровья, туризма и спорта (в том числе зимних видов спорта круглый год).

## Горнолыжные склоны Вуокатти
Склоны расположены на сопке Вуокатинваара (высотой 345 метров над уровнем моря). Всего курорт насчитывает 14 склонов различной сложности (8 синих, 5 красных, 1 чёрный), 8 подъёмников, включая 2 кресельных подъёмника, пункты проката и обслуживания снаряжения, а также кафе и рестораны прямо на склонах. На склонах Вуокатти есть возможности для занятия фристайлом, слоупстайлом, супер-пайп (хафпайп олимпийского стандарта) и слаломный спуск, отвечающий требованиям FIS. Максимальная продолжительность спуска — 1100 м. Пропускная способность подъёмников составляет 10 400 человек/час. Горнолыжная школа, признанная лучшей в Финляндии в 2009 и 2013 годах насчитывает 50 профессиональных преподавателей, получивших образование в Финской национальной ассоциации горнолыжных инструкторов Suomen Hiihdonopettajat Ry. Здесь же имеется туннель для круглогодичного катания на сноуборде.

## Зимняя спортивная инфраструктура
В окрестностях курорта находятся около 150 км лыжных трасс (32 км, из которых освещены). В октябре 2000 года был открыт первый в мире туннель для круглогодичного катания на лыжах длиной 1 210 м (холодильные установки поддерживают отрицательную температуру, что позволяет сохранять снежный покров). Туристам предлагаются катание на снегоходах, собачьих и оленьих упряжках, велосипедные и пешие прогулки, катание на коньках на катке и по замерзшему озеру, зимняя рыбалка и плавание во льдах.

## Летние развлечения
Несмотря на то, что традиционно курорты Финляндии считаются интересным местом для зимнего активного отдыха, в Вуокатти также существует множество развлечений, рассчитанных на летний период. В Вуокатти есть поле для гольфа на 18 лунок и возможности для фрисби-гольфа. Также имеются возможности для спуска по порогам на каноэ, катания на RIB-лодках, катания на роликовых коньках и скейтборде, сафари на джипах, стрельбы из лука, верховой езды, плавания и т. п. Местные озера и реки богаты рыбой (щука, судак, окунь, сиг, радужная форель). У местных компаний можно взять напрокат лодку и оборудование для рыбалки. Леса окрестностей богаты грибами и ягодами.

## Размещение

### Holiday Club Katinkulta
Победитель «Traveller’s Choice™ 2014» в категории семейные отели по версии TripAdviser
Holiday Club Katinkulta — одно из наиболее популярных мест отдыха в Вуокатти. Отель состоит из 116 комфортабельных номеров, включая 4 номера класса «люкс». Рядом с отелем находится 364 коттеджей на любой вкус, представленный под брендом Holiday Club Cottages. В отеле находится Спа-центр, состоящий из более чем 20 бассейнов (в том числе гидромассажные), отдел «мир саун», среди которых представлены паровой грот, финская, турецкая, римская сауны и баня «по-черному» c ледяной прорубью. Также есть крытые площадки для занятия теннисом (5 кортов), боулингом (4 дорожки), бадминтоном (6 кортов), настольным теннисом (стол для детей — поверхность из тонкого пластика, шарик почти не отскакивает), сквошем и симулятор гольфа. В комплексе Katinkulta имеется три ресторана, кафе, ночной клуб и спорт-бар.

### Break Sokos Hotel Vuokatti
Современный гостиничный комплекс, построенный в 2007 году, насчитывает 350 спальных мест. Приставка Break означает время и энергия: самое важное, чтобы гости смогли перезарядиться. Уезжая вы всегда будете чувствовать больше сил, чем когда приехали — по работе или на отдых. В отеле 2 ресторана — Amarillo (техасско-мексиканская кухня) и Kippo (финская кухня в кайнуском стиле), один из лучших ресторанов региона Кайну, а также вечерний бар HileBar с караоке, танцами и игрой в блек-джек. Для организаций в отеле имеется множество современных конференц-залов, помещения для проведения празднеств с количеством участников от 10 до 150 человек, а также аудитория на 110 мест.

### Спортивное училище Вуокатти
Первоклассный современный учебный центр, специализирующийся на обучении занятий зимними видами спорта и оздоровительной физкультурой. Комплекс Vuokatti Chalets насчитывает 36 апартаментов высокого уровня оснащенности.

### Отель Vuokatti
17 гостиничных номеров недалеко от горнолыжных склонов. Из каждого номера открывается прекрасный вид на озеро или лесной пейзаж.

### Комплекс Vuokatinhovi
В главном здании комплекса Vuokatinhovi расположены 7 двухместных номеров. Рядом находится 36 комфортабельных коттеджей двух типов: 73 м² (4-6 человек) и 47 м² (2-4 человек). Комфортабельный хостел на пятнадцать номеров Pikkuhovi.

### Коттеджи Vuokatin Aateli
21 коттедж, каждый из которых расположен в живописных уголках горнолыжного центра Вуокатти. Среди вариантов размещения в комплексе предлагаются как двухместные номера, так и роскошные виллы класса люкс, рассчитанные на 16 человек. Особенностью Vuokatin Aateli является Остров Аатели (The Aateli Island) — это райский остров посреди великолепных озерных пейзажей Вуокатти. Роскошная вилла Fregatti с тремя спальнями, сауной, джакузи, двумя каминами, домашним кинотеатром и обогреваемой застекленной террасой. Прогулочная яхта Princess Vilma доставит Вас на берег острова мечты. На острове есть вертолётная площадка. Вы так же можете добраться до острова на собственной яхте.

### Коттеджи Vuokatinmaa
«Вуокатинмаа» — это семейное предприятие, корни которого уходят глубоко в туристическую деятельность региона. Всего на территории туристического комплекса «Вуокатинмаа» расположено 22 коттеджа, в которых может разместиться до 132 отдыхающих. 5 типов коттеджей 42м², 55 м², 82 м², 99 м² и 105 м².

### Коттеджи Kolazko
Высококачественные бревенчатые дома в непосредственной близости от склонов горнолыжного центра Вуокатти. В ассортименте коттеджей компании множество коттеджей от 48 до 130 м2

### Центральные агенты бронирования
Помимо описанных выше отелей и коттеджей в Вуокатти так же существует множество частных апартаментов и коттеджей для туристов. Для простоты бронирования в Вуокатти работает 3 компании, предоставляющие услуги по бронированию номеров отелей и коттеджей. GoVuokatti, Vuokatti Travel, и Lomarengas. Если вы хотите забронировать коттеджи напрямую у владельца, тогда это лучше сделать на туристическом портале Finnloma.fi.